# Syracuse Stars
Die Syracuse Stars waren ein US-amerikanisches Eishockeyfranchise der American Hockey League aus Syracuse, New York.

## Geschichte
Die Syracuse Stars wurden 1930 als Franchise der International Hockey League gegründet, in der sie bis zu ihrer Auflösung 1936 spielten. Ihr größter Erfolg in dieser Zeit war der Gewinn der East-Division in der Saison 1935/36. Nach der Fusion der International Hockey League mit der Canadian-American Hockey League im Jahr 1936 zur International-American Hockey League trat Syracuse auch dieser bei und gewann in deren Premierensaison 1936/37 als erste Mannschaft überhaupt den Calder Cup, nachdem es in den Finalspielen die Philadelphia Ramblers mit 3:1-Siegen schlug. 
In der folgenden Spielzeit erreichten die Stars erneut das Finale um den Calder Cup, verloren dieses Mal jedoch mit 1:3-Siegen gegen die Providence Reds. In der Saison 1938/39 schieden die Stars bereits in der ersten Playoff-Runde aus, während sie in der Saison 1939/40 die AIHL-Playoffs erstmals verpassten. 
Im Anschluss an diese Spielzeit wurde das Franchise vom Geschäftsmann Louis M. Jacobs erworben, der es nach Buffalo, New York, umsiedelte, wo es von 1940 bis 1970 als Buffalo Bisons in der American Hockey League aktiv war.      

## Saisonstatistik (I-AHL)
Abkürzungen: GP = Spiele, W = Siege, L = Niederlagen, T = Unentschieden, OTL = Niederlagen nach Overtime SOL = Niederlagen nach Shootout, Pts = Punkte, GF = Erzielte Tore, GA = Gegentore, PIM = Strafminuten
| Saison  | GP | W  | L  | T | OTL | SOL | Pts | GF  | GA  | Platz    | Playoffs                                    |
| 1936–37 | 48 | 27 | 16 | 5 | 2   | —   | 59  | 173 | 129 | 1., West | Finale: Sieg, 3:1 gg. Philadelphia Ramblers |
| 1937–38 | 48 | 21 | 20 | 7 | —   | —   | 49  | 142 | 122 | 3., West | Finale: Niederlage, 1:3 gg. Providence Reds |
| 1938–39 | 54 | 26 | 19 | 9 | —   | —   | 61  | 152 | 117 | 2., West | Erstrunden-Aus                              |
| 1939–40 | 56 | 20 | 27 | 9 | —   | —   | 49  | 147 | 169 | 5., West | nicht qualifiziert                          |